# La Boule de cristal (Waterhouse)
Pour les articles homonymes, voir La Boule de cristal.
La Boule de cristal est un tableau peint par John William Waterhouse en 1902. Il mesure 120,7 cm de haut sur 97,7 cm de large. Il est conservé dans une collection particulière.